# Homs
Homs (arabă ‏حمص - Hirns; turcă Humus; denumirea antică Emesa) este un oraș important și capitala provinciei Homs din Siria.

## Istorie
În Războiul Civil Sirian, Homs a devenit o fortăreață a opoziției și guvernul sirian a lansat un atac militar împotriva orașului în mai 2011. Până la 14 ianuarie 2014, guvernul a preluat controlul orașului Homs, cu excepția centrului vechi, care a rămas în mâinile rebelilor și se află sub asediu guvernamental. Proiectilele lansate de artilerie și bombardamentele aeriene ale armatei siriene au distrus orașul aproape complet și au provocat mii de morți.

## Date geografice
Orașul este amplasat în valea roditoare a râului Nahr al-Asi (Orontes) din vestul Siriei. El are ca. un milion de locuitori fiind mai mare ca orașul Hama și face parte împreună cu Damasc și Aleppo printre orașele cele mai populate din Siria. Clima regiunii este caldă și umedă spre deosebire de clima restul Siriei.

## Atracții turistice
În Homs se află: 
- moschea Chalid ibn al-Walid
- ruina unei citadele

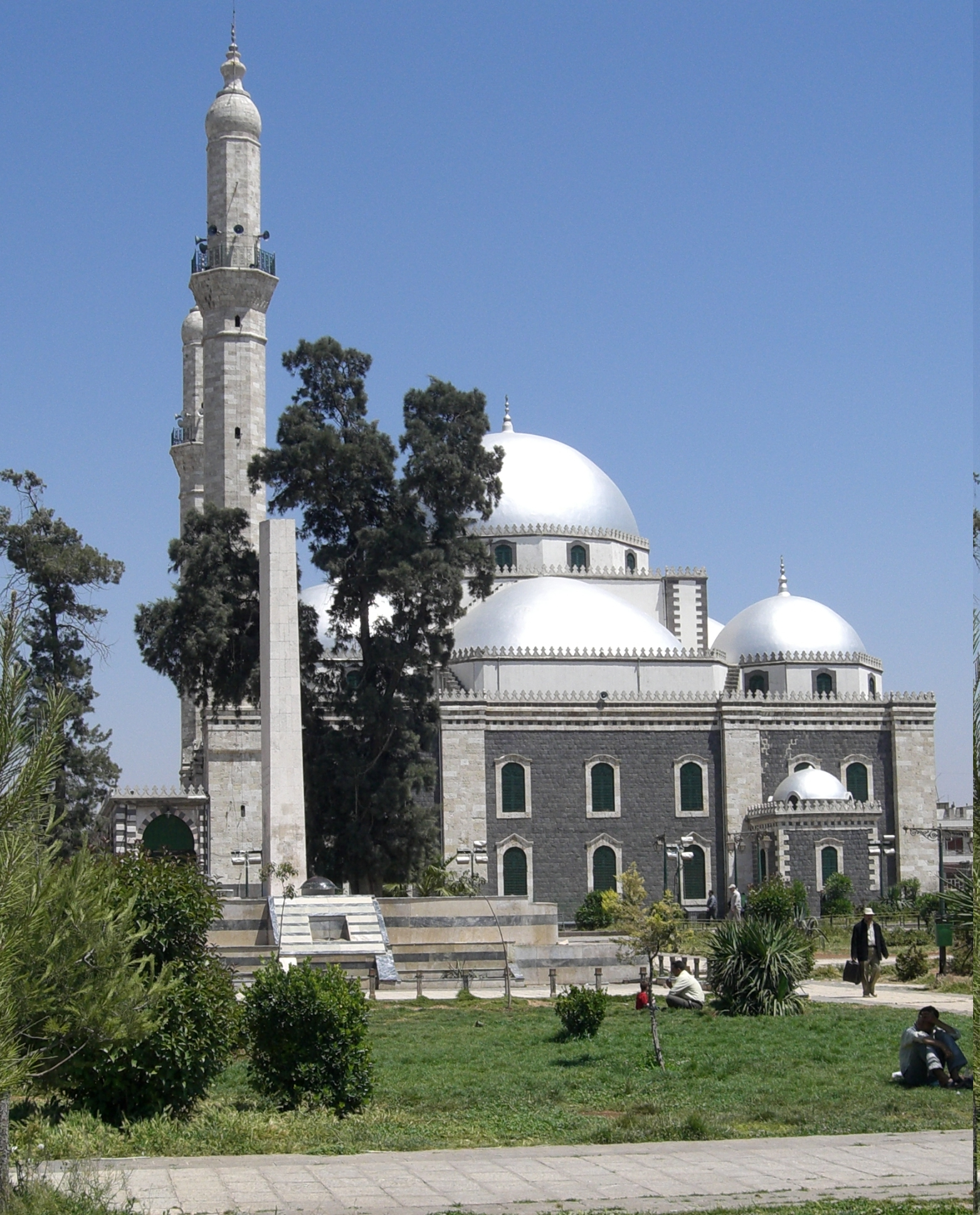
Moschea Chalid ibn al-Walid

- în apropierea orașului se află Crac des Chevaliers
- biserica „Sfântul Elian” din Homs

## Date demografice
Se apreciază că în prezent populația orașului a atins cifra de 1.200.000 loc. În anul 1920 orașul avea ca. 55.000 locuitori din care 20.000 de creștini. Prin anii 1960 populația orașului era de 170.000 locuitori iar 300.000 trăiau în suburbii.

## Clima
| Date climatice pentru Homs               | Date climatice pentru Homs | Date climatice pentru Homs | Date climatice pentru Homs | Date climatice pentru Homs | Date climatice pentru Homs | Date climatice pentru Homs | Date climatice pentru Homs | Date climatice pentru Homs | Date climatice pentru Homs | Date climatice pentru Homs | Date climatice pentru Homs | Date climatice pentru Homs | Date climatice pentru Homs |
| Luna                                     | Ian                        | Feb                        | Mar                        | Apr                        | Mai                        | Iun                        | Iul                        | Aug                        | Sep                        | Oct                        | Nov                        | Dec                        | Anual                      |
| ---------------------------------------- | -------------------------- | -------------------------- | -------------------------- | -------------------------- | -------------------------- | -------------------------- | -------------------------- | -------------------------- | -------------------------- | -------------------------- | -------------------------- | -------------------------- | -------------------------- |
| Maxima medie °C (°F)                     | 11.1 (52)                  | 13.0 (55,4)                | 16.6 (61,9)                | 21.6 (70,9)                | 27.0 (80,6)                | 30.8 (87,4)                | 32.3 (90,1)                | 32.8 (91)                  | 31.3 (88,3)                | 26.9 (80,4)                | 19.1 (66,4)                | 12.5 (54,5)                | 22,9 (73,2)                |
| Minima medie °C (°F)                     | 2.8 (37)                   | 3.3 (37,9)                 | 5.6 (42,1)                 | 9.2 (48,6)                 | 13.0 (55,4)                | 17.1 (62,8)                | 19.8 (67,6)                | 20.1 (68,2)                | 17.5 (63,5)                | 12.7 (54,9)                | 7.0 (44,6)                 | 3.8 (38,8)                 | 11,0 (51,8)                |
| Precipitații mm (inches)                 | 95.1 (3.744)               | 76.5 (3.012)               | 56.4 (2.22)                | 33.3 (1.311)               | 13.0 (0.512)               | 2.6 (0.102)                | 0.2 (0.008)                | 0 (0)                      | 2.4 (0.094)                | 21.1 (0.831)               | 48.1 (1.894)               | 80.7 (3.177)               | 429,4 (16,906)             |
| Nr. de zile cu precipitații              | 13                         | 15                         | 10                         | 6                          | 3                          | 0                          | 0                          | 0                          | 1                          | 4                          | 7                          | 11                         | 70                         |
| Sursă: World Meteorological Organization |                            |                            |                            |                            |                            |                            |                            |                            |                            |                            |                            |                            |                            |